# Hermann Kastner
Hermann Kastner (Berlijn, 25 oktober 1886 - München, 4 september 1957) was een Oost-Duits liberaal politicus.
De vader van Hermann Kastner was leraar. Van 1904 tot 1908 studeerde hij rechten en economie aan de Universiteit van Berlijn. In 1917 werd hij hoogleraar in de rechtsgeleerdheid aan de Leopold Academie in Lippe-Detmond. In 1918 sloot hij zich aan bij de DDP (Duitse Democratische Partij). Van 1922 tot 1933 was hij voor de DDP lid van de Saksische Landdag.
Na de machtsovername van de nazi's in 1933 zat hij als tegenstander van het regime meerdere malen gevangen. Tot 1945 was hij advocaat.
In 1945 was Kastner medeoprichter van de LDPD (Liberaal-Democratische Partij van Duitsland) in de Sovjet-bezettingszone. Van 1945 tot 1947 was hij voorzitter van de LDPD in Saksen. In 1945 was hij voorzitter van de Advocaten- en Notarissenkamer van de deelstaat Saksen en in 1946 was hij lid van de Presidentiële Uitvoerende Raad van Saksen.
Van 1946 tot 1950 was Kastner lid van de Landdag van Saksen en tot 1948 vicevoorzitter van de Landdag van Saksen. Van 1946 tot 1948 was hij minister van Justitie alsook vicepremier van de deelstaat Saksen.
Van 1949 tot 1950 was hij lid van de Volkskammer, het parlement van de DDR, daarnaast was hij vicepremier van de DDR. In juli 1950 werd hij als gevolg van een conflict korte tijd geroyeerd, maar daarna weer opgenomen in de LDPD. Daarna was hij lid van een veiligheidscommissie.
In september 1956 vluchtte Kastner naar de Bondsrepubliek Duitsland (West-Duitsland).

## Geheim agent
Hermann Kastner spioneerde van 1948 tot 1950 voor de Westerse geallieerden.

## Verwijzingen
1. ↑  Sächsische Biografie: Hermann Kastner (1886-1957)
2. ↑  Hermann Zolling, Heinz Höhne: Pullach intern – General Gehlen und die Geschichte des Bundesnachrichtendienstes; Hamburg 1971, pp. 159vv

- Gemeinsame Normdatei: 124426832
- International Standard Name Identifier: 0000 0000 8396 2301
- Library of Congress Control Number: nb2016009555
- Virtual International Authority File: 77247764
- WorldCat: E39PBJwxPprvDFMvJhfXFXxRrq

Waldemar Koch · Wilhelm Külz · Arthur Lieutenant · Karl Hamann · Hermann Kastner · Hans Loch · Max Suhrbier · Manfred Gerlach · Rainier Ortleb